# Смит, Роджер
Роджер Лаверн Смит (англ. Roger LaVerne Smith; 18 декабря 1932 — 4 июня 2017) — американский актёр и сценарист.

## Биография
Родился в Калифорнии в семье Далласа и Леон Смит. С детства изучал пение, танцы и ораторское искусства, затем обучался в Аризонском университете. В Голливуд попал благодаря актёру Джеймсу Кэгни, который разглядел в нём талант. В 1959 году Смит подписал контракт с «Columbia Pictures», а затем перешёл на студию «Warner Bros.». Большую часть своих ролей актёр исполнил на телевидении, где наиболее запомнился по телесериалу «77 Сансет Стрип». В середине 1960-х у него начались проблемы со здоровьем, связанные с головным мозгом, вследствие чего он перенёс ряд операций и стал меньше сниматься. В начале 1980-х Смит почти завершил карьеру из-за поставленного ему диагноза миастения.
Актёр скончался от осложнений болезни Паркинсона в Лос-Анджелесе в возрасте 84 лет.

## Личная жизнь
Смит был дважды женат. От первой супруги — актрисы Виктории Шоу у него трое детей. С 1967 года он состоял в браке с актрисой Энн-Маргрет.